# Gut Schede

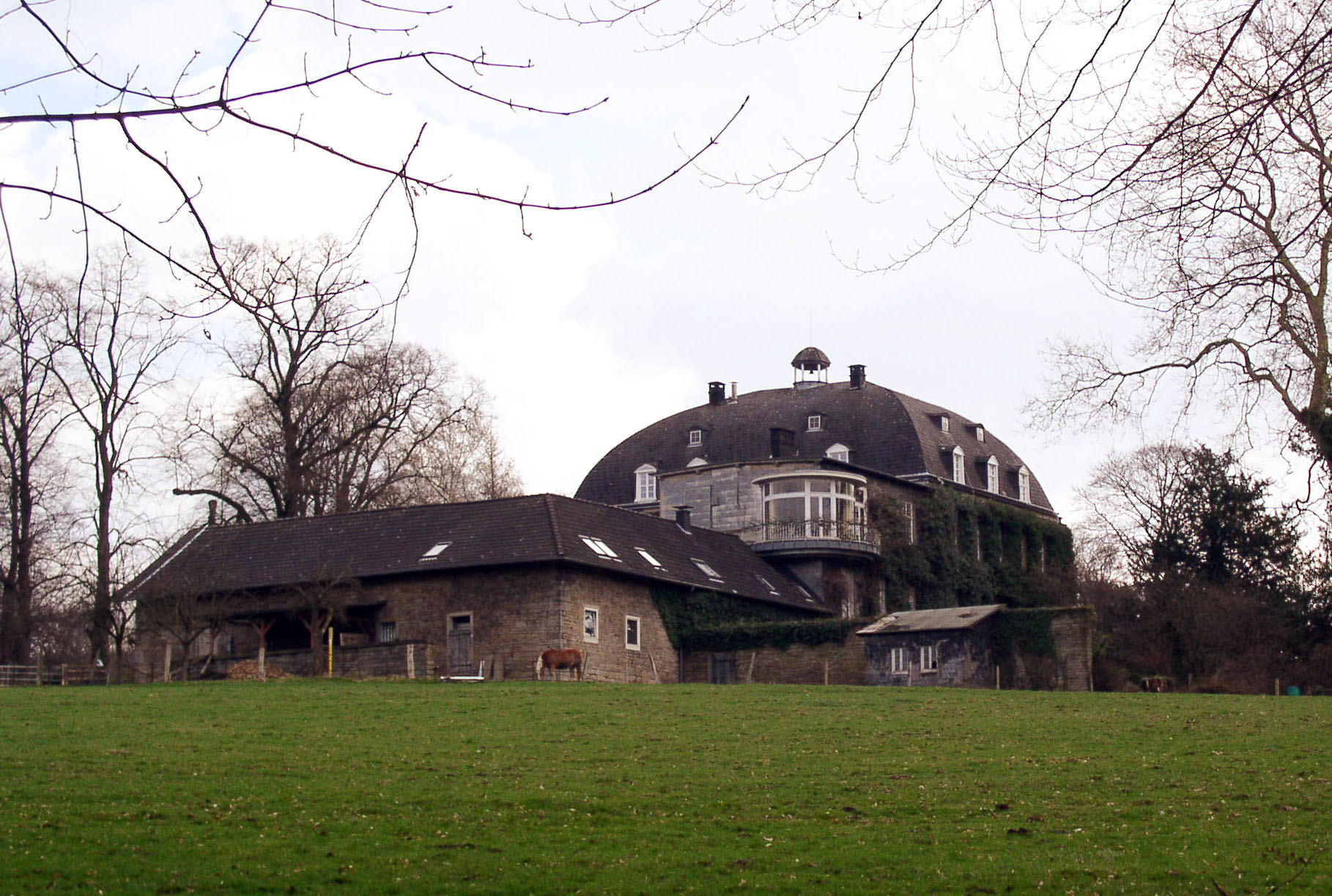
Das Harkort’sche Herrenhaus auf Gut Schede

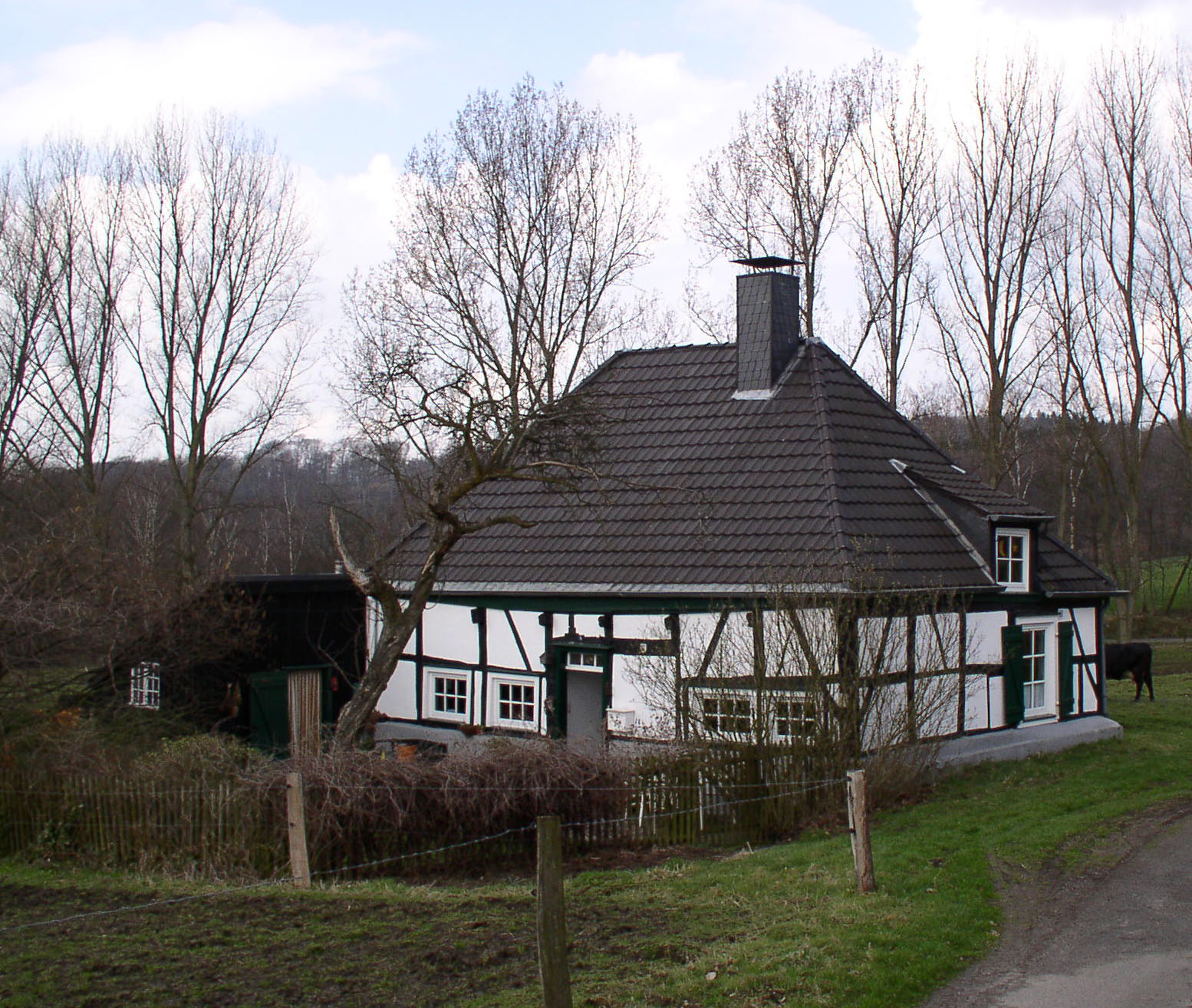
Bauernhaus auf Gut Schede

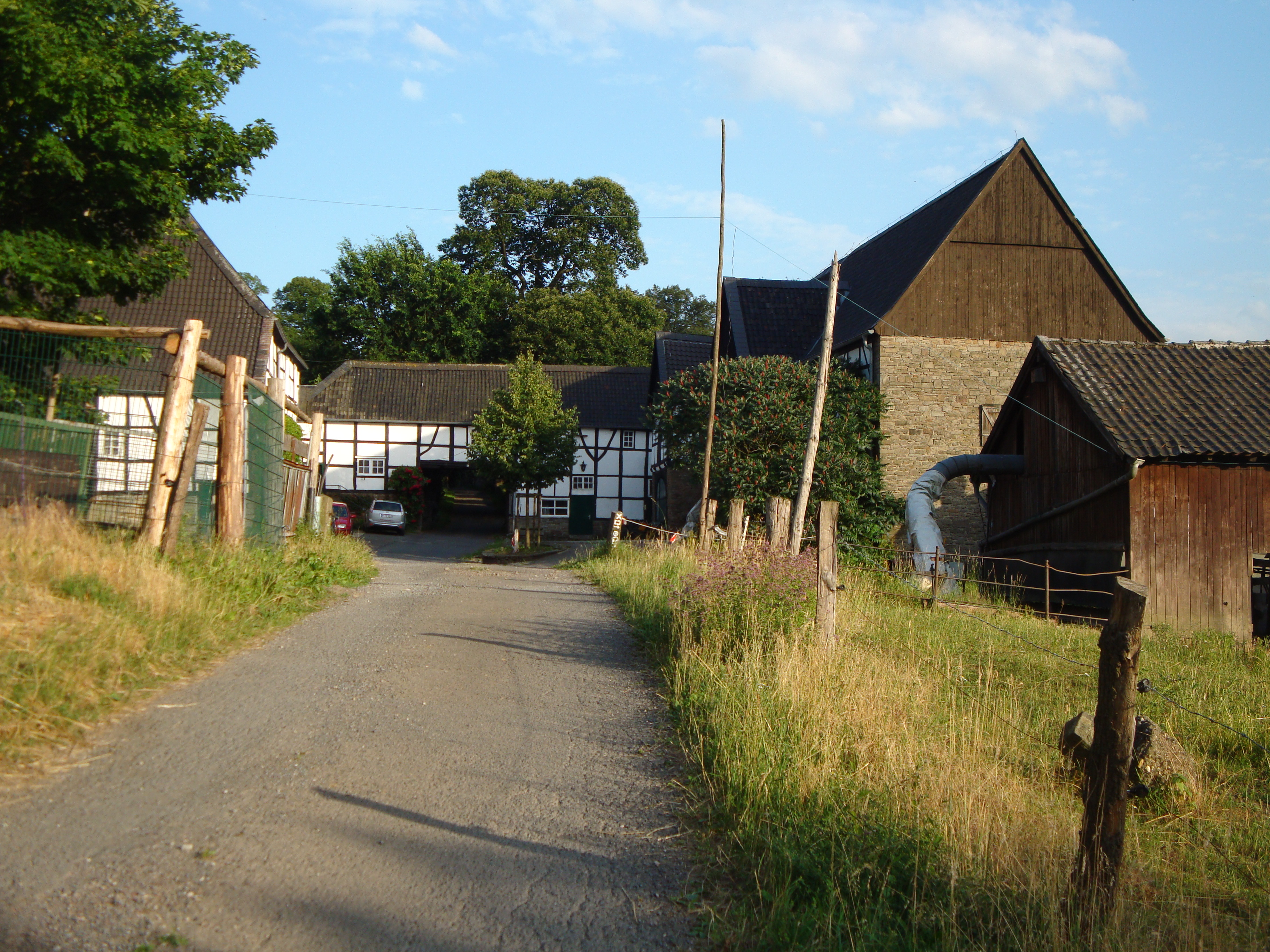
Landwirtschaftliche Gebäude auf Gut Schede

Das Gut Schede im westfälischen Herdecke (Ruhr) ist ein Adelssitz und heutiger Bauernhof, der bis auf das 9. Jahrhundert zurückgeht und auch Haus Schede genannt wird.

## Geschichte
Ältester erhaltener Teil des auf einer Anhöhe des Ardeygebirges über der Ruhr gelegenen Gutes ist ein Bauernhaus aus dem 17. Jahrhundert, in dem ab 1640 der Richter Reinermann zu Wetter als Besitzer lebte.
Ab 1748 lebte hier die Familie des Industriellen Peter Harkort, die mit dem Bau eines Rohstahlhammers im benachbarten Ort Wetter im Rahmen der Industrialisierung den Beginn der Eisen- und Stahlerzeugung im Ruhrgebiet mitgestaltete. Friedrich Harkort, der 1880 starb, wurde im Wald von Gut Schede in der nahen Erbbegräbnisstätte Harkort beigesetzt.
Das Herrenhaus wurde 1810 aus Ruhrsandstein errichtet und innen zu Anfang des 20. Jahrhunderts auf Vermittlung des Mäzens Karl Ernst Osthaus durch die Architekten und Designer Henry van de Velde und Peter Behrens umgestaltet.
Gut Schede befindet sich bis heute im Eigentum der Familie Harkort und ist als Privatbesitz nur eingeschränkt zugänglich; öffentlich erreichbar ist es nur zu Fuß. In der Haupt-Scheune (erbaut 1805), die über eine fast einzigartige freitragende Dachkonstruktion verfügt und als Test für den Bau des Herrenhauses mit gleichem Dach gilt, fanden nach der Tradition der Familie Harkort zwischen 1995 und 2015 regelmäßig einmal im Jahr für drei Tage Kunstausstellungen für talentierte Künstler und damit verbundene Konzerte statt. Inzwischen befinden sich auf der Allee einige Skulpturen der letzten Jahre. Sehr selten sind auch die privat genutzten Jugendstilräume für die Allgemeinheit zugänglich.